# 精莢
精莢（せいきょう）とは、一部の動物のオスに見られる生殖器官で、精子を入れたカプセルとして切り離してメスに渡される。精子鞘とも呼ばれる。
運動能力を持ち、切り離されてからもしばらく生き続け、メスが受け取って持ち歩く例も見られる。
イカ等ではオスが自分の腕でメスの口唇部や受精嚢に植え付ける。運動するので、スルメイカではよく寄生虫と間違われる。人が食べて刺さってしまうこともある。
ケンミジンコ等の精莢はアメーバ類に見間違えられることがある。
一般には生殖器を直接挿入しない動物が精子の入れ物として精莢を形成するが、カタツムリは交尾をするにもかかわらず精莢を作るため、その機能は精子運搬のためだけではなく、精子の栄養体ではないかと考えられている。精莢は雄部生殖器の一部を鋳型として形成されるため分類群によって違った形をしているが、概ね半透明で細長いのが一般的で、受け取った側の雌部生殖器内で分解される。